# Axel Nordlander
Axel Nordlander (21 de septiembre de 1879-30 de abril de 1962) fue un jinete sueco que compitió en la modalidad de concurso completo. Participó en los Juegos Olímpicos de Estocolmo 1912, obteniendo dos medallas de oro, en las pruebas individual y por equipos.

## Palmarés internacional
| Juegos Olímpicos | Juegos Olímpicos   | Juegos Olímpicos | Juegos Olímpicos |
| Año              | Lugar              | Medalla          | Categoría        |
| ---------------- | ------------------ | ---------------- | ---------------- |
| 1912             | Estocolmo (Suecia) | Medalla de oro   | Individual       |
| 1912             | Estocolmo (Suecia) | Medalla de oro   | Por equipos      |